# Кирил Вангелов (футболист)
Кирил Асенов Вангелов е бивш български футболист, защитник. Роден е на 23 юни 1966 г. в София. Играл е за Левски (София), Спартак (Плевен), Спартак (Варна), Сливен и Академик (София). В А група има 170 мача и 6 гола. Шампион на България през 1985 и 1988 с Левски (Сф), вицешампион през 1989 и носител на купата на страната през 1986 и 1991 г. За Левски е изиграл 4 мача в евротурнирите (1 за КЕШ, 1 за КНК и 2 за купата на УЕФА). Има 6 мача за националния отбор. Бивш старши треньор на Вихрен, помощник-треньор на Черно море и Марек и технически директор на Спартак (Плевен).

## Статистика по сезони
- Левски (Сф) - 1985/86 - А група, 0 мача/0 гола
- Спартак (Пл) - 1986/87 - А група, 18/0
- Левски (Сф) - 1987/88 - А група, 17/0
- Левски (Сф) - 1988/89 - А група, 17/0
- Левски (Сф) - 1989/90 - А група, 29/0
- Левски (Сф) - 1990/91 - А група, 26/0
- Спартак (Вн) - 1993/94 - А група, 8/0
- Академик (Сф) - 1994/95 - Б група, 21/2